# Masha y Dasha Krivoshliápova
María y Daria "Masha y Dasha" Krivoshliápova (Мария и Дарья Кривошляповы, en ruso; 3 de enero de 1950, Moscú, Rusia – 17 de abril de 2003, Moscú, Rusia) fueron unas hermanas siamesas isquiópagas (de unas piernas y pelvis común salen dos torsos normales cada uno con sus brazos y cabeza, mostrando una figura de Y). Fueron sacadas de la custodia de sus padres al nacer para ser estudiadas por fisiólogos soviéticos, pasando su niñez y adolescencia en centros especializados.

## Nacimiento
Hijas del chófer de Beria, nacieron el 3 de enero de 1950 mediante cesárea. Su madre, Yekaterina Krivoshlyapova, no supo en principio que había dado a luz gemelas siamesas. Los doctores le dijeron que había alumbrado un bebé mutante y no se las mostraron. Nacieron unidas desde la cintura en un ángulo de 180 grados con dos torsos cada uno con su cabeza y brazos, dos piernas y otra pierna supernumeraria menos desarrollada.

## Primeros años
El fisiólogo soviético Pyotr Anokhin estudiaba las funciones separadas del sistema nervioso y el sistema sanguíneo y la capacidad de ajustarlos del cuerpo en condiciones como privación prolongada de sueño, hambre extrema, y cambios de temperatura extremos. Como las siamesas compartían un único sistema sanguíneo pero con los sistemas nerviosos separados, eran un objeto ideal para su estudio. Había puesto en alerta a todas las maternidades de la URSS para ser informado si se producía el nacimiento de siameses, y empezó a estudiar a Masha y Dasha desde sus primeros días de nacimiento.
Cuándo las gemelas nacieron, su madre fue informada de su dedicación exclusiva al Estado. Estuvo de acuerdo, pero con la condición de mantener su custodia y poder visitarlas regularmente. Una enfermera del turno de noche se las mostró y ella sufrió una crisis nerviosa, siendo ingresada temporalmente en una clínica psiquiátrica. Los científicos tampoco le mantuvieron la custodia e hicieron firmar al padre un certificado de defunción en el cual uno de los fisiólogos del equipo de Anokhin informaba que habían fallecido de neumonía. En realidad, las gemelas habían sido trasladadas al Instituto de Medicina Experimental de Moscú para ser estudiadas y realizarles experimentos en condiciones de laboratorio. La Academia soviética de Ciencias Médicas filmó una película documental sobre su descubrimiento.
En el otoño de 1950, a finales del régimen de Stalin, Anokhin fue exiliado por dos años por sus ideas antisoviéticas en genética (él creía que la naturaleza humana era regida por los sistemas políticos más que por los genes). Las gemelas fueron colocadas en la Academia de Ciencias Médicas Pediátricas, donde el equipo de Anokhin continuó con los experimentos sobre Masha y Dasha durante los siguientes seis años, en lo que ahora se considera un caso de tortura médica prolongada. Los experimentos incluían meter a una gemela en hielo para ver cómo variaba la temperatura de la otra, quemándolas, privándolas de sueño y electrocutándolas con un metrónomo para probar sus reflejos. Sus pulmones, corazones y actividad cerebral eran constantemente controlados por radiografías, electrocardiogramas y electroencefalografías. Eran entubadas rutinariamente para ver el comportamiento sanguíneo y el de sus estómagos y jugos gástricos.
En 1956 fueron transferidas al Instituto de Búsqueda Científico Central de Traumatología y Ortopedia (TSNIIPP; Центральный научно-исследовательский институт протезирования и протезостроения) también en Moscú donde aprendieron a andar y les dieron una educación elemental. Durante sus ocho años de estancia, las mantuvieron aisladas de los otros niños ingresados.

## Educación
En 1964, corrieron por Moscú rumores de que una chica con dos cabezas era mantenida en el Instituto. Como resultado, las gemelas fueron transferidas a una escuela para niños con discapacidades motoras en Novocherkassk, Rusia del sur, para cursar secundaria.
Los cuatro años que pasaron allí los recordaron como el tiempo más feliz de sus vidas. En 1968 su tercera pierna fue amputada en un esfuerzo por hacerlas más aceptables al público soviético, quién no estaba acostumbrado a ver personas discapacitadas.
Las gemelas desarrollaron personalidades muy diferentes, con Masha siendo dominante, irresponsable y extrovertida, y Dasha sumisa, reflexiva e introvertida. Dasha y otro estudiante de la escuela se enamoraron, pero el joven no consiguió convencer a Masha de que permitiera su relación. Dasha cayó en depresión y a sus 18 años, trató de ahorcarse. Una comisión médica evaluó por entonces su incapacidad, informando que serían mantenidas de por vida en una casa de jubilación (no había ninguna casa habilitada para discapacitados severos en la Unión Soviética) al no poder supuestamente trabajar ni ser independientes.
En 1989, con 39 años, fueron instaladas en la 20.ª Casa para Veteranos de Guerra y Laborales y allí residieron en una habitación pequeña con una sola cama durante sus últimos catorce años de vida. Ganaban algún dinero cosiendo pañales y reuniendo botellas.
Encontraron a su madre biológica Yekaterina Krivoshlyapova en 1985, era viuda pues el padre había fallecido en 1980 y la visitaron por cuatro años antes de que Masha decidiera cortar la relación; eran visitadas cada semana por ‘Tía Nadia' – Nadezhda Gorokhova – su fisioterapeuta de cabecera en el TSNIIPP, que fue su amiga de por vida.
Con el inicio por parte de Gorbachov del 'glásnost' ', se permitieron en 1988 una primera entrevista televisiva a nivel nacional en el canal Vzglyad, para pedir que el 20.º no fuera convertido en un asilo mental. La apelación fue exitosa y las condiciones de su hogar en la 6.ª Casa para Veteranos Laborales fueron mejoradas y con las contribuciones benéficas que llegaron les compraron lujos tales como un televisor, una videoconsola Atari, un radiocassette y un ordenador personal.

## Últimos años
Masha había caído en el alcoholismo y aunque Dasha no bebiera como compartían el sistema circulatorio también resultaba emborrachada. Hicieron muchos intentos para dejar la bebida, incluyendo el hipnotismo y parches subdérmicos, sin resultado. Entretanto, Masha continuó maltratando psicológicamente a Dasha. En 1993 fue Masha la que intentó suicidarse arrojándose por la ventana, pero Dasha lo impidió aferrándose al marco.
En 1988 recibieron la visita de una periodista británica, Juliet Butler. Las gemelas y Butler se hicieron amigas por los siguientes doce años, y ella dio su caso a conocer internacionalmente, filmando un documental sobre ellas trasmitido en 1999 en la serie Horizon de la BBC. Butler también las ayudó a escribir su autobiografía, la cual fue publicada en Alemania en 2000. Escribió después una novela biográfica llamada The Less you know, The Sounder you Sleep que fue publicada en el Reino Unido, Australia, Nueva Zelanda, Canadá, India, Sudáfrica y Países Bajos en 2017.
Un cirujano británico Lewis Spitz, especializado en operaciones de separación de siameses, se ofreció a separarlas en Londres, pero Masha se negó.

### Muerte
Masha enfermó el 13 de abril de 2003, pero aguantó el dolor varios días hasta que se decidió a pedir ayuda médica. Murió de un infarto al día siguiente del ingreso. En el hospital, a Dasha la engañaron diciéndole que su hermana solo estaba sedada, le inyectaron un sedante y esperaron a su propio fallecimiento, diecisiete horas más tarde. Al momento de su muerte, eran las siamesas más mayores del mundo. Fueron incineradas y las cenizas enterradas en el Cementerio Novodévichi de Moscú.